# Gynoplistia (Gynoplistia) bidentata bidentata
Gynoplistia (Gynoplistia) bidentata bidentata is een ondersoort van de tweevleugelige Gynoplistia (Gynoplistia) bidentata uit de familie steltmuggen (Limoniidae). De ondersoort komt voor in het Australaziatisch gebied.